# Мезецкий, Борис Иванович
Князь Борис Иванович Мезецкий  (ум. после 1596) — воевода в правление Ивана Грозного и Фёдора Иоанновича.

## Биография
Представитель княжеского рода Мезецких (Рюриковичи). Старший из двух сыновей князя Ивана Фёдоровича Мезецкого и внук князя Фёдора Фёдоровича «Сухого» Мезецкого.
Подписался в поручной записи по тем боярам, которые ручались за Ивана Васильевича Шереметьева (08 марта 1564).
В 1570—1571 годах князь Б. И. Мезецкий служил воеводой в разных полках, затем «в Тетюшах от казанские стороны город» ставил (Тетюшский кремль) и был оставлен в нём на год 2-м воеводой. В 1575 году вторично был прислан головою в Тетюши, откуда в 1576 году был оправлен головой в Казань.
В 1577—1579 годах — 2-й воевода в Тетюшах. В 1584 году князь Б. И. Мезецкий руководил строительством города Архангельска. В 1585—1586 годах — второй воевода в Астрахани. Воевода на Двине (1589-1590).
В марте 1591 года князь Б. И. Мезецкий был отправлен на воеводство в город Ям, где служил до 1593 года.
В 1594—1596 годах — воевода в Чебоксарах.
Был женат на дочери князя Романа Ивановича Одоевского Анне Романовне, от брака с которой потомства не имел.